# Emil Némethy

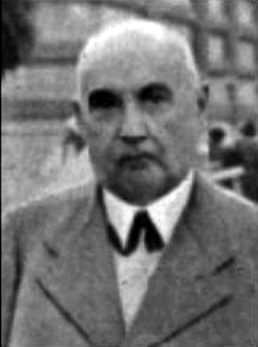
Emil Némethy um 1917

Emil Némethy (* 17. Februar 1867 in Arad, Komitat Arad; † 6. November 1943 in Budapest) war ein ungarischer Luftfahrtpionier.
Emil Némethy studierte Maschinenbau an der Technischen Universität Budapest. Ab 1897 leitete er die Papierfabrik in Arad. Sein um 1900 konstruierter motorisierter Drachenflieger – das „Flugrad Némethy“ – ist zwar nie geflogen, half ihm aber zwei wichtige Theorien aufzustellen, die er 1903 veröffentlichte.

## Schriften
- Die endgültige Lösung des Flugproblems, Weber, Leipzig 1903
- Gesammelte Aufsätze, Arad 1911